# Deutscher Filmpreis
Los Premios del cine alemán  (en alemán: Deutscher Filmpreis), coloquialmente conocidos como Bundesfilmpreis o Premios Lola son los galardones otorgados por la Academia Alemana de Cine. Están considerados como los premios más prestigiosos del cine alemán y son el principal apoyo para promocionar el cine de Alemania. Con un total de casi tres millones de euros en premios, son los premios culturales más prestigiosos del país.
Su equivalencia en España serían los Premios Goya.

## Categorías
En español:
- Mejor Película Alemana
- Mejor actor principal
- Mejor actriz principal
- Mejor actor de reparto
- Mejor actriz de reparto
- Mejor actor revelación
- Mejor actriz revelación
- Mejor guion original
- Mejor Guion Adaptado
- Mejor director/a
- Mejor director novel
- Mejor fotografía
- Mejor Dirección de Arte
- Mejor sonido
- Mejor vestuario
- Mejor Caracterización
- Mejor Edición
- Mejor Música
- Mejor Película de nacionalidad no alemana y versión original sea el alemán
- Mejor Película de nacionalidad no alemana y versión original no sea el alemán
- Mejor Película Documental El formato del largometraje
- Mejor Cortometraje de Ficción
- Mejor Corto de Animación
- Mejor Cortometraje en el formato documental
- Mejor película para televisión o miniserie alemana
- 3 Deutscher Filmpreis de honor a toda su carrera cinematográfica (nacionalidad alemana, edad mínima 60 años, no haber recibido nunca un premio Deutscher Filmpreis anteriormente...)
  - Deutscher Filmpreis de honor a toda su carrera cinematográfica actor - actriz
  - Deutscher Filmpreis de honor a toda su carrera cinematográfica director - directora / realizador
  - Deutscher Filmpreis de honor a toda su carrera cinematográfica cualquier otra categoría

## Academia Cinematográfica Alemana
El Deutsche Filmakademie fue fundado en el 2003 en Berlín y tiene como propósito proveer a directores nativos un foro de discusión y una forma de promover la reputación del cine alemán a través de sus publicaciones, presentaciones, discusiones y una regular promoción del tema en las escuelas.

### Premios (otorgados desde 2000)
Desde 2000, los ganadores de Deutscher Filmpreis, también conocidos como las Lolas son elegidos por miembros del Deutsche Filmakademie. Con un premio de tres millones de euros es el más dotado premio cultural alemán.
- Die Unberührbare (El intocable, 2000)
- Die Innere Sicherheit (Seguridad interna, 2000)
- Nirgendwo in Afrika (En un lugar de África, 2001)
- Good Bye, Lenin! (2003)
- Gegen Die Wand (Head-On) (Contra la pared, 2004)
- Alles auf Zucker! (El juego de Zucker, 2004)

| Año  | Título en inglés     | Título original         | Director                         |
| ---- | -------------------- | ----------------------- | -------------------------------- |
| 2005 | Go for Zucker        | Alles auf Zucker!       | Dani Levy                        |
| 2006 | The Lives of Others  | Das Leben der Anderen   | Florian Henckel von Donnersmarck |
| 2007 | Four Minutes         | Vier Minuten            | Chris Kraus                      |
| 2008 | The Edge of Heaven   | Auf der anderen Seite   | Fatih Akın                       |
| 2009 | John Rabe            | John Rabe               | Florian Gallenberger             |
| 2010 | The White Ribbon     | Das weiße Band          | Michael Haneke                   |
| 2011 | Vincent Wants to Sea | Vincent will Meer       | Ralf Huettner                    |
| 2012 | Stopped on Track     | Halt auf freier Strecke | Andreas Dresen                   |
| 2013 | Oh Boy!              | Oh Boy                  | Jan-Ole Gerster                  |
| 2014 | Home from Home       | Die andere Heimat       | Edgar Reitz                      |
| 2015 | Victoria             | Victoria                | Sebastian Schipper               |

- Toni Erdmann (2016)
- 3 Tage in Quiberon (3 días en Quiberón, 2018)
- Der Junge muss an die frische Luft (Este niño necesita aire fresco, 2018)
- Systemsprengera (Destructor del sistema, 2019)
- Ich bin dein Mensch (El hombre perfecto, 2021)
- Lieber Thomas (2022)
- Das Lehrerzimmeraka (Sala de profesores, 2023)
- Sterben (Morir, 2024)